# Катана (Сирия)
Катана (на арабски: قطنا) е град в югозападната част на Сирия, разположен в мухафаза Риф Дамаск.

## Население
Население на града по години:
| 1960   | 1970   | 1981   | 2003   | 2012   |
| ------ | ------ | ------ | ------ | ------ |
| 10 578 | 14 519 | 17 928 | 18 500 | 22 831 |

## Личности
Родени в Катана
- Джордж Сабра (р. 1947), сирийски политик